# Rafael García Salamé
Rafael José García Salamé (Granada, España, 27 de junio de 2000) más conocido como Rafa García es un jugador de baloncesto español que pertenece a la plantilla del CB Morón de la Primera FEB. Con 1,87 metros de estatura, juega en la posición de base.

## Trayectoria deportiva
Se formó en el Fundación Club Baloncesto Granada y Unicaja Málaga hasta el año 2016, fecha en la que se incorporó al Villa de Mieres asturiano, con el que destacó en EBA durante la temporada 2016-17 y en el Campeonato de España júnior. 
En 2017 firmó por el Monbus Obradoiro con el que formaría parte del filial del club santiagués y de nuevo disputó el Nacional júnior, donde firmó en 2018 promedios de 19,3 puntos, 7,5 rebotes y 3,3 asistencias, llegando hasta octavos de final. 
Con el descenso del filial, en el curso 2018-19 se fue cedido al Club Baloncesto Culleredo pero vivió un calvario, ya que el 14 de septiembre de 2018 se rompió el ligamento cruzado posterior de la rodilla derecha; y el 6 de febrero de 2019, el ligamento cruzado anterior y el menisco de la izquierda. 
En la temporada 2019-20, volvió al Obradoiro-Silleda de Liga EBA con el que disputó nueve choques de Liga EBA, promediando la cifra de 12,6 puntos, 4,1 rebotes, 2,7 asistencias y 1,2 recuperaciones con 16,4 de valoración en 24 minutos.
El 20 de julio de 2020 es confirmado por el Monbus Obradoiro de la Liga ACB como jugador del primer equipo para disputar la temporada 2020-21.
En la temporada 2020-21, disputó 18 partidos en la Liga Endesa con el Monbus Obradoiro. 
El 10 de agosto de 2021, firma por el CB Gran Canaria para jugar en su filial de la Liga LEB Plata, la tercera división del baloncesto en España.
El 24 de junio de 2022, firma por el CB Bahía San Agustín de la Liga LEB Plata.
En la temporada 2024-25, firma por el Club Baloncesto Huelva la Luz de Segunda FEB.
El 4 de marzo de 2025, firma por el CB Morón de la Primera FEB.